# Mamer
Mamer (pronuncia: /ˈmaːməɾ/) è un comune del Lussemburgo sud-occidentale. Fa parte del cantone di Capellen, nel distretto di Lussemburgo. Si trova sette chilometri a ovest della capitale, lungo il corso del fiume Mamer, un affluente dell'Alzette. La attraversano le autostrade E25 e A6. Il comune comprende anche gli abitati di Capellen (capoluogo del cantone) e Holzem.
Nel 2005, la città di Mamer, capoluogo del comune che si trova nella parte orientale del suo territorio, aveva una popolazione di 5.047 abitanti. Nella classifica delle città lussemburghesi per popolazione, Mamer occupa il tredicesimo posto.

## Storia

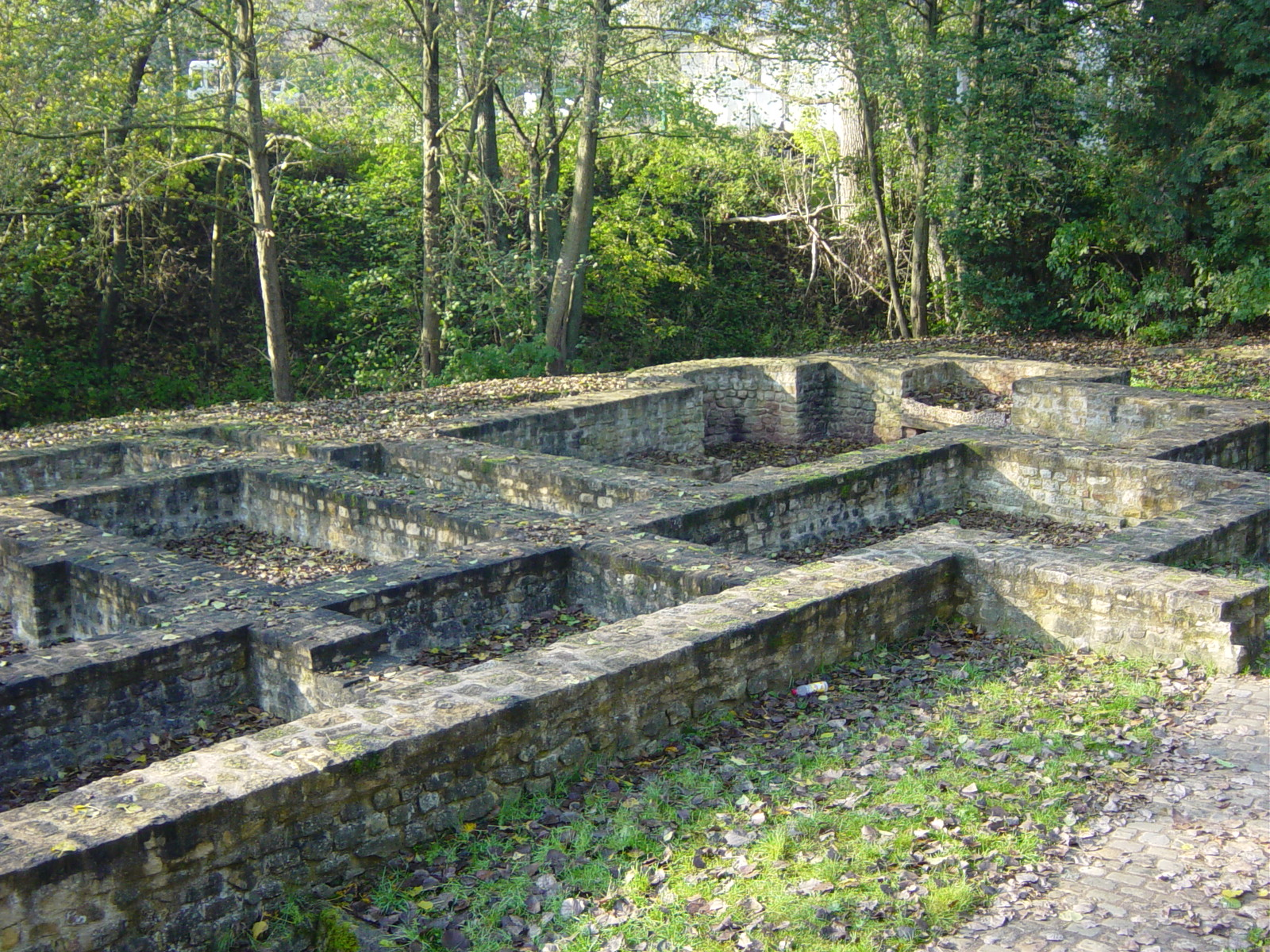
Le rovine delle Terme gallo-romane

I Treveri, una tribù gallica, abitarono nella regione per diversi secoli, fino a quando furono sottomessi da Giulio Cesare nel 54 a.C. Durante il periodo gallo-romano, che durò fino al 450 circa, i romani costruirono nella zona un gran numero di strade, fra le quali il Kiem (dal latino caminus, strada) che collega Treviri a Reims, attraversando l'attuale Mamer. L'antica Mambra era un vicus romano incentrato intorno a una villa con bagni termali, situata sulle sponde del fiume Mamer, al margine orientale dell'attuale città. L'insediamento romano fu dato alle fiamme dagli invasori germani intorno al 276.

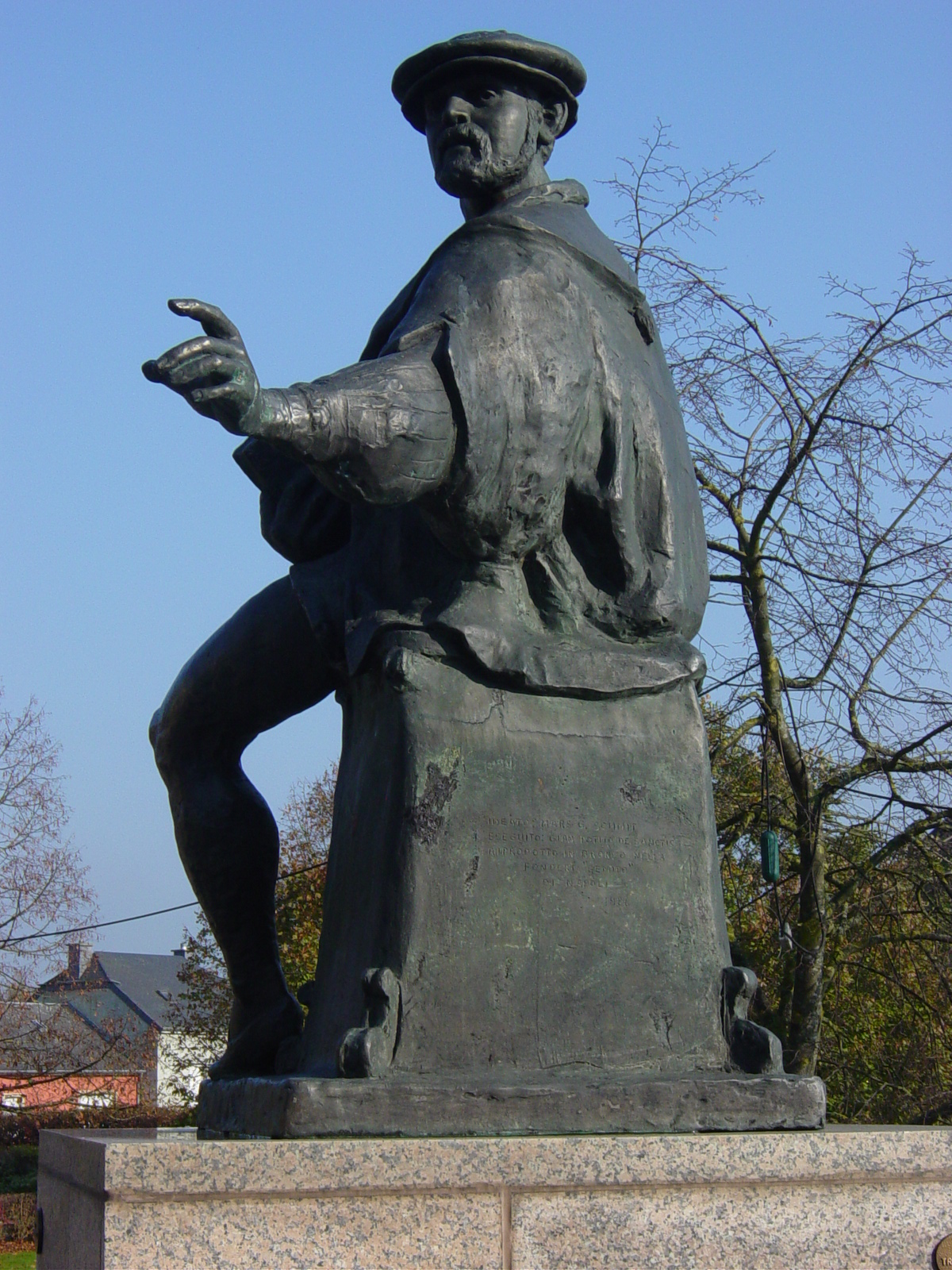
La statua di Nicolaus Mameranus, a Mamer

Il più antico riferimento storico a Mamer si trova in un documento che attesta come, l'8 aprile 960, la contessa Liutgarda del Lussemburgo abbia regalato l'abitato di Mambra all'Abbazia di San Massimino, a Trier, a beneficio dei monaci che la abitavano.
Nel 1500 a Mamer nacque una figura che i residenti considerano centrale nella storia della città, Nicolaus Mameranus. Soldato e storico sotto Carlo V, ottenne che l'imperatore pagasse il restauro del villaggio dopo che le truppe del Duca d'Orléans l'avevano saccheggiato nel 1543. Nel 1555 fu nominato poeta laureato.
Lo sviluppo decisivo, comunque, arrivò verso la fine del XVIII secolo: fu allora, nel 1790, che fu realizzata la strada che congiunge Lussemburgo a Bruxelles. Nel 1859 fu aperta nella città anche una stazione ferroviaria lungo la linea per Bruxelles.
Durante la prima e la seconda guerra mondiale la città non fu bombardata, ma i suoi abitanti ne subirono comunque le conseguenze.
Dal 1945 Mamer è cresciuta per effetto della sua posizione, soprattutto per la ridotta distanza dalla capitale, e perché servita da ottimi collegamenti stradali e ferroviari.

## Dati demografici
Negli ultimi trent'anni la popolazione di Mamer è quasi raddoppiata, raggiungendo quota 5.047 nel 2005. Circa il 46% della popolazione non è lussemburghese: nella città sono rappresentate più di sessanta nazioni, con numeri significativi provenienti da Portogallo (560), Francia (478), Belgio (456), Danimarca (225) e Germania (214). La causa è probabilmente lo sviluppo di Mamer come residenza per coloro che lavorano nella capitale o nei suoi dintorni come funzionari delle istituzioni internazionali e del settore dei servizi finanziari.

## Politica e amministrazione

### Amministrazione comunale
Il consiglio comunale, che ha sede al Castello, consiste di 13 membri. Di questi, 6 sono del Chrëschtlech Sozial Vollekspartei (CSV), il Partito popolare cristiano-sociale del primo ministro Jean-Claude Juncker, 3 del Lëtzebuerger Sozialistesch Arbechterpartei (LSAP), il Partito socialista dei lavoratori lussemburghese attualmente rappresentato nel governo nazionale di grande coalizione,  2 dei Verdi (Déi Greng) e due del Partito democratico (Demokratesch Partei). Il sindaco, Gilles Roth (CSV), che ha iniziato nel mese di ottobre 2005 il suo secondo mandato, è un legale e un conciliatore in forza al Ministero delle Finanze. Da aprile 2006 è diventato responsabile delle Autonomie locali per il CSV.

### Stemma
Lo stemma comunale (rappresentato in alto a destra in questa pagina) rappresenta un tempio dorato con quattro colonne su sfondo blu sormontato da una ruota blu fra due uncini in campo dorato. I colori sono basati sul blasone dei Mersch-Rodemacks, un tempo signori di Mamer. Il tempio rappresenta la lunga storia di Mamer e le vestigia romane scoperte di recente. La ruota proviene invece dal blasone della famiglia di Mamerano, mentre gli uncini ricordano il cimiero della famiglia Mamer.

## Mamer oggi

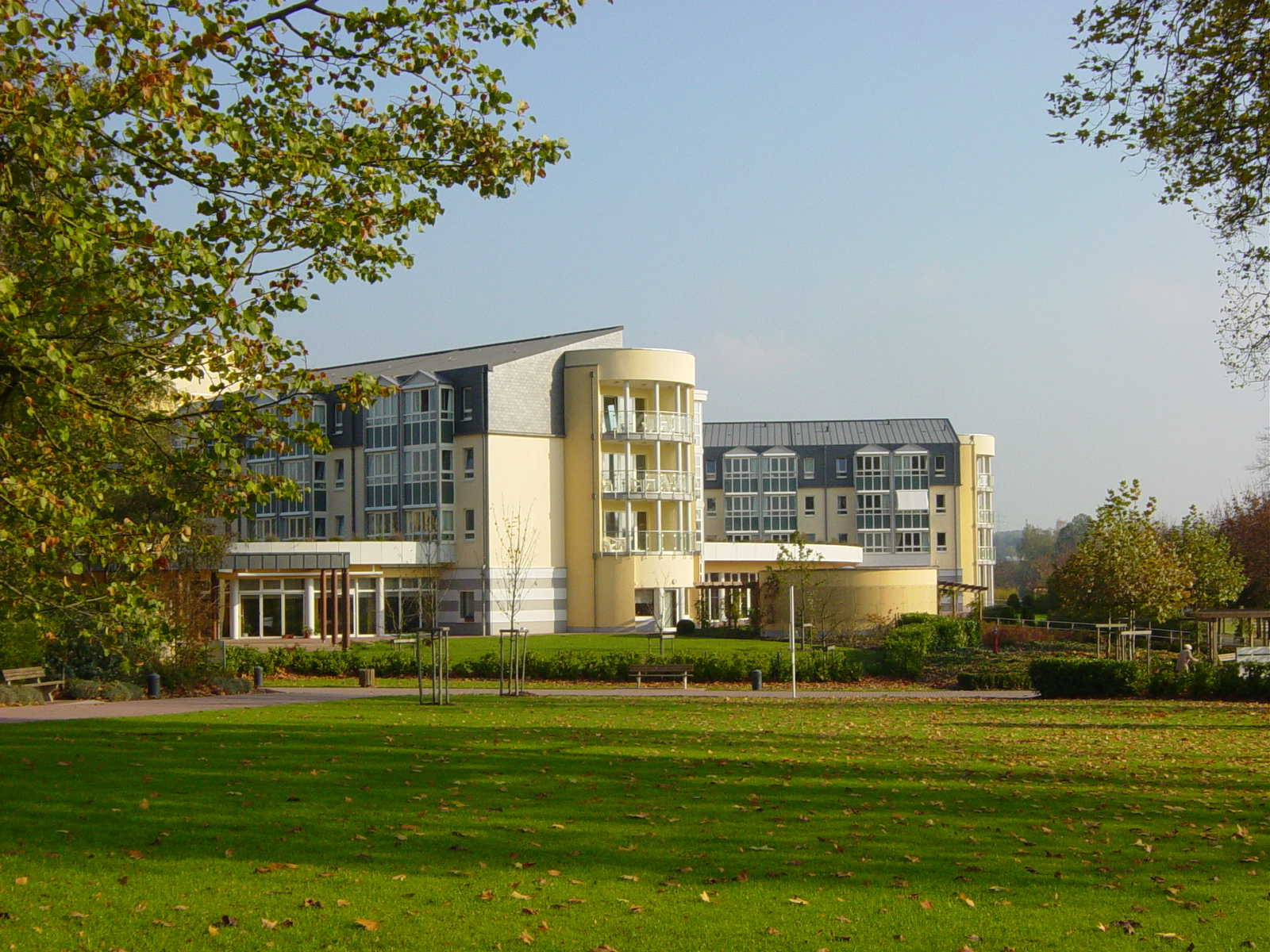
Il centro per anziani aperto di recente

Pur trovandosi a pochi chilometri dalla capitale, Mamer beneficia della natura semi-rurale della regione di Gutland, con terreni ondulati ideali per l'allevamento di bestiame, l'agricoltura e l'attività forestale. Il centro del villaggio originale è a sud della N6 (Route d'Arlon), che da Lussemburgo va verso Arlon. In questa zona si trovano la chiesa, il municipio, e molti dei negozi e dei ristoranti. Un grosso centro commerciale, invece, si trova due chilometri più a est. In una fase successiva, la realizzazione di nuove case ha spostato l'asse della città verso nord, nella zona fra la N6 e la E25, in particolare nel quartiere Cité Mameranus. Altri insediamenti commerciali si trovano ad ovest, vicino allo svincolo dell'autostrada.
Dal 2000, a Mamer sono state aperte una grande scuola superiore, una nuova stazione ferroviaria, un centro per anziani e un nuovo polo amministrativo nel Castello. Inoltre è in corso di costruzione un grande complesso che comprende una scuola elementare e un asilo e c'è un progetto per realizzare una seconda scuola europea nella zona.

### Trasporti
Dalla stazione di Mamer, ci sono collegamenti regolari con Lussemburgo (a est), Kleinbettingen e Arlon (a ovest). Inoltre ci sono collegamenti in autobus per Kirchberg (dove hanno sede uffici delle istituzioni europee e un centro di servizi finanziari), e pullman per le più distanti mete di Arlon, Clemency, Septfontaines, Keispelt, Steinfort, Redange e Eischen. La città è servita anche da numerosi scuolabus che portano agli istituti di istruzione della capitale, inclusa la scuola europea di Lussemburgo.

### Servizi
Negli ultimi anni a Mamer sono sorti numerosi servizi, fra i quali ambulanze e vigili del fuoco, le già citate scuole, un ufficio postale, banche, garage, ristoranti e strutture ricettive. Nella città e nei dintorni si trovano un gran numero di medici, dentisti, ottici e veterinari. Il primo e il terzo venerdì del mese, dalle 16 alle 19, c'è inoltre un mercato all'aperto.
La città ospita inoltre un grande parcheggio su entrambe le sponde del fiume, un centro sportivo, uno stadio di calcio e diversi campi sportivi per ragazzi.

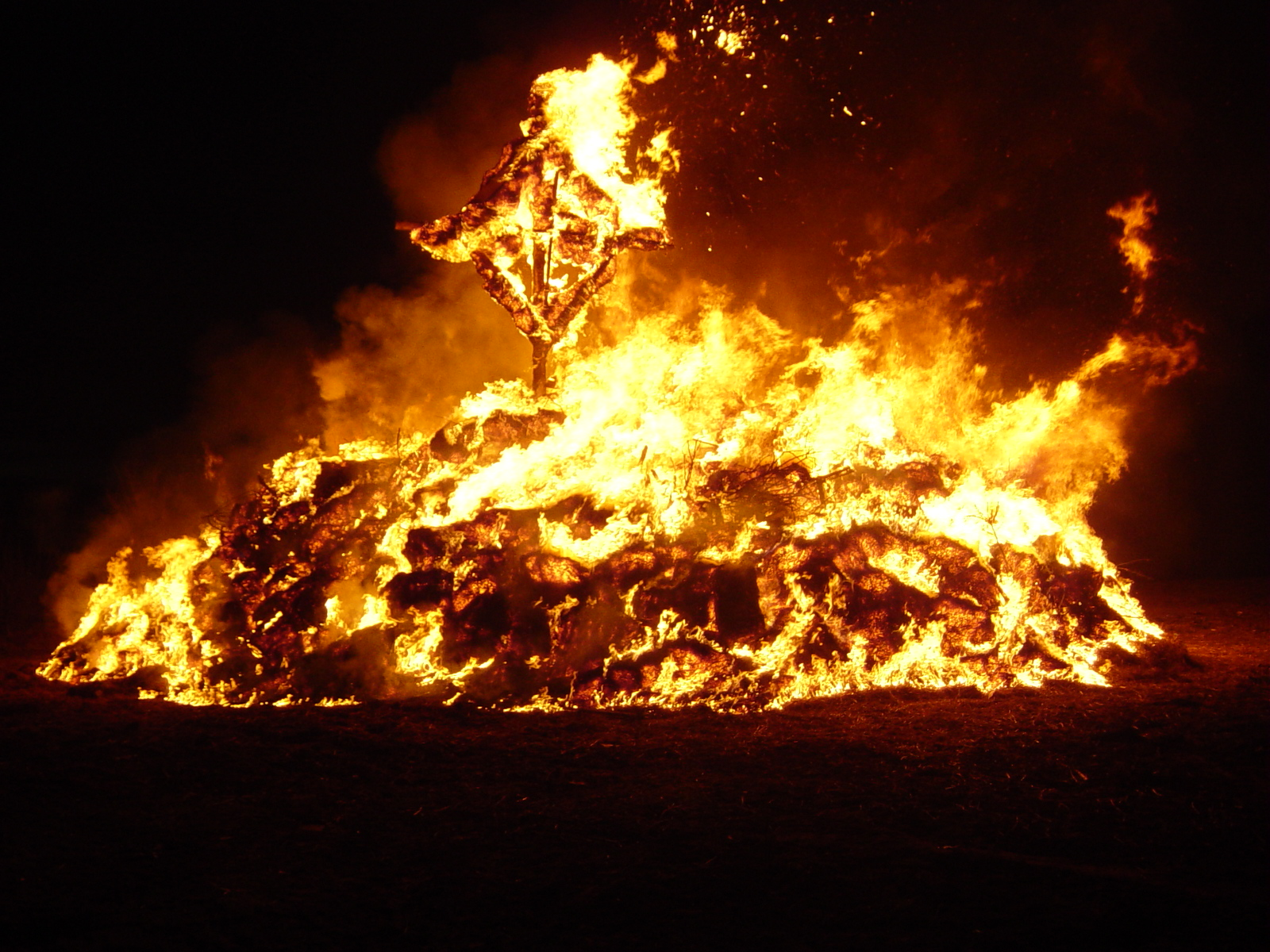
La pira organizzata per il festival invernale del Burgbrennen, una tradizione celebrata in molti villaggi e città lussemburghesi

Oltre alle messe in diverse lingue nella parrocchia locale, c'è anche un Centro di cultura islamica, al quale è annessa una moschea che offre numerosi servizi di istruzione e religiosi.

### Sport e divertimenti
Mamer ha un'orchestra di ottoni, un club filatelico e un club fotografico. La sua squadra di calcio, FC Mamer 32, con squadre sia maschili che femminili, milita nella massima serie lussemburghese. Nella città ci sono anche strutture per ciclisti e ogni anno viene organizzata una giornata senz'auto per ciclisti fra Mamer e Mersch. Nella città ci sono numerose feste, che si tengono principalmente nella piazza davanti alla chiesa. A metà dicembre, inoltre, si tiene un mercatino di Natale, mentre alla fine dell'inverno viene organizzata la tradizione pira del Burgbrennen per celebrare l'arrivo della primavera.

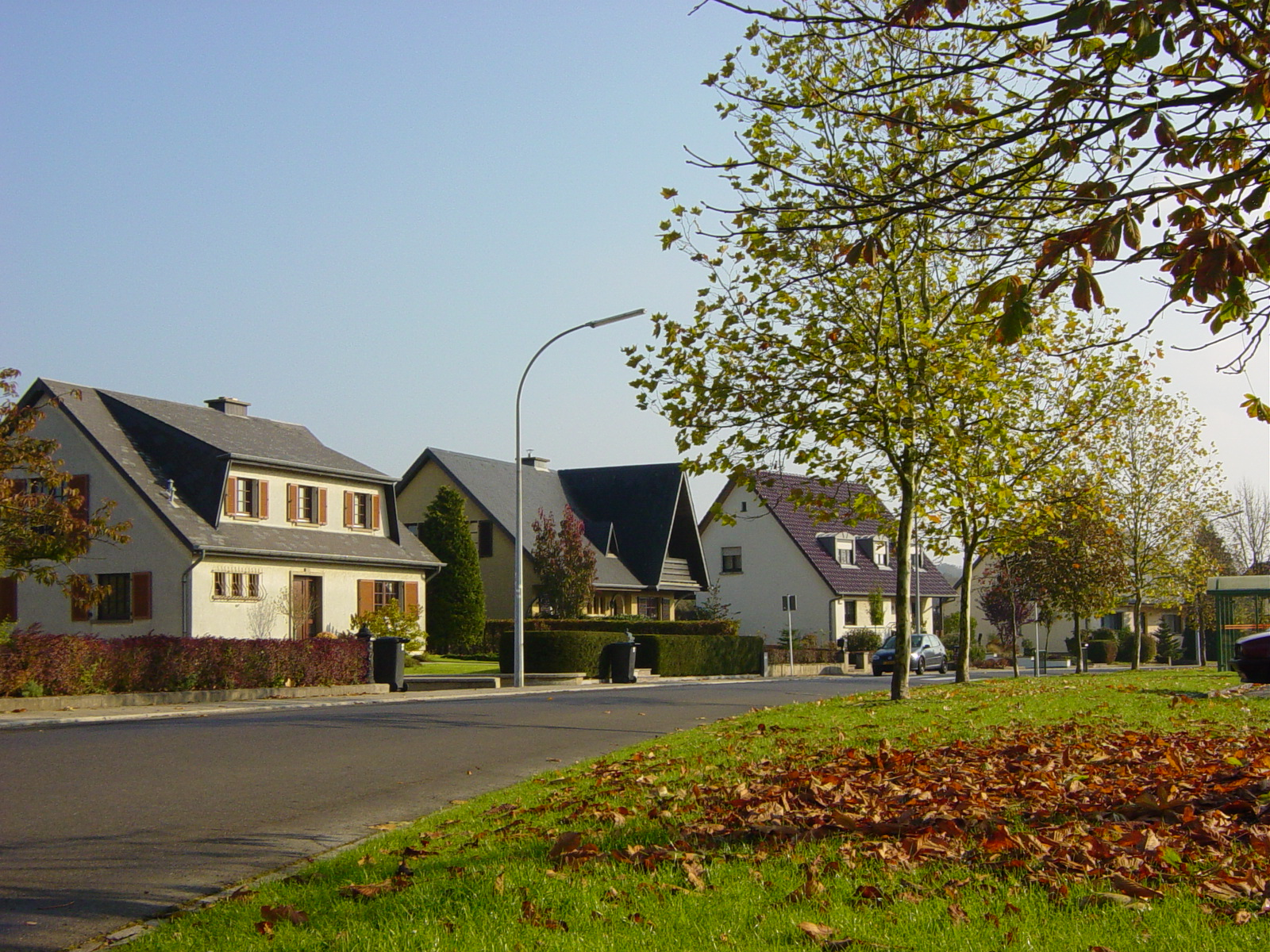
Mont Royal, una zona residenziale della città

### Qualità della vita
Il Lussemburgo è fra gli stati con la più alta qualità della vita e con il più grande PIL pro capite. L'effetto è un alto livello di qualità della vita in particolare nelle zone residenziali che circondano la capitale, fra le quali appunto Mamer. Le ville, spesso unifamiliari, hanno di frequente ampi giardini, garage e cantine. Le tariffe delle strutture ricettive sono alte per effetto della consistente domanda, ma beneficiano come in tutto il Lussemburgo dalle tasse abbastanza ridotte. La città è interamente cablata e si ricevono numerose tv in francese, lussemburghese e tedesco. Molto efficiente il servizio di raccolta e riciclaggio dei rifiuti.

## Economia
Nonostante Mamer si sia sviluppata principalmente come una città residenziale, c'è stata anche una recente crescita industriale e commerciale. La sua principale azienda, Cératizit (in passato chiamata Cerametal), ha circa 950 dipendenti ed ha consistenti quote di mercato mondiale nel settore degli attrezzi da taglio. Nella zona ci sono anche alcune imprese edili, un'azienda specializzata negli accessori per computer e protezione dei dati, uno stabilimento della compagnia farmaceutica GlaxoSmithKline, una banca di investimenti e diversi servizi finanziari. Inoltre, l'area commerciale fra Mamer e Capellen dispone di un ampio numero di negozi e uffici.

## Ambiente

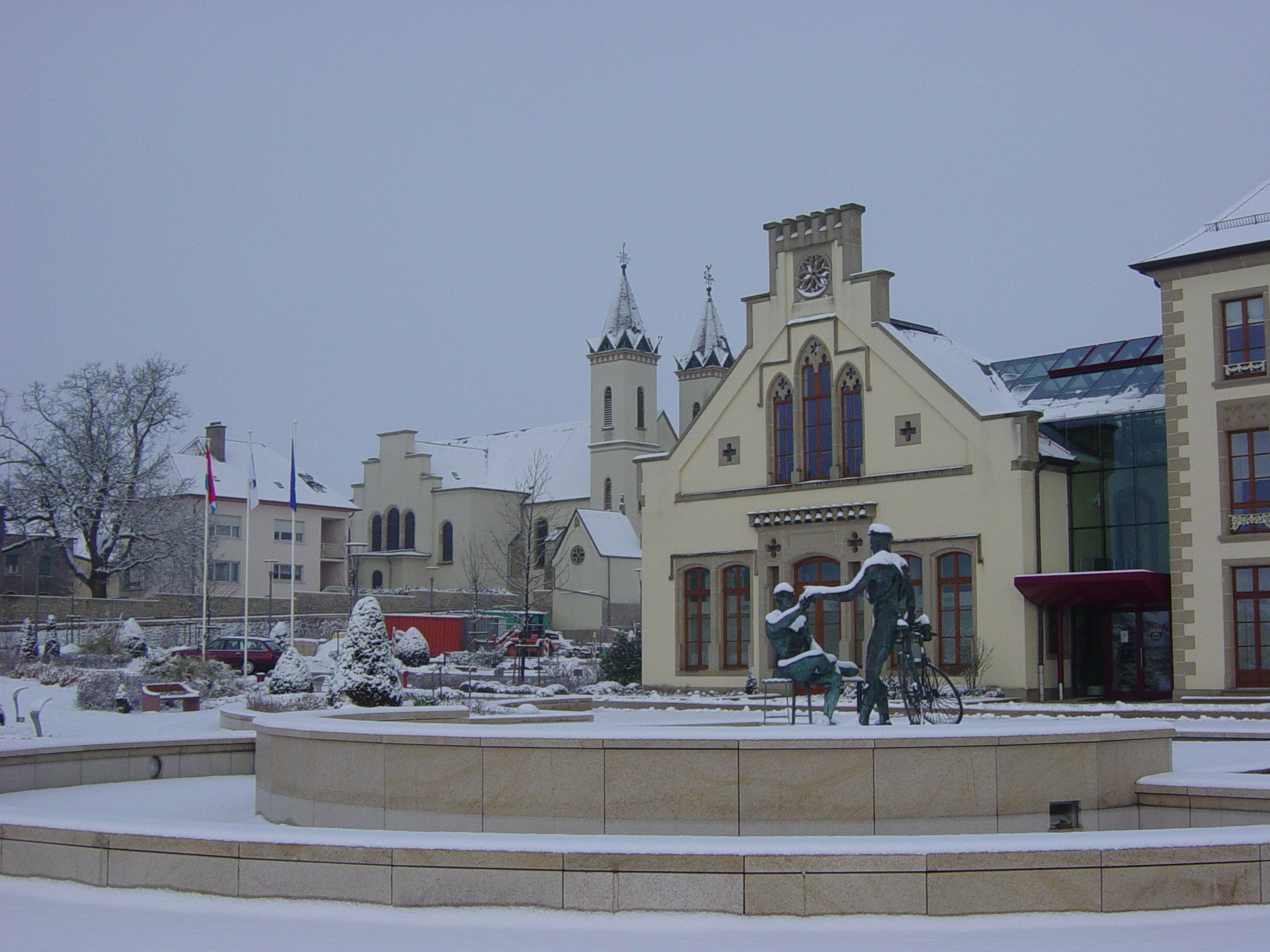
Mamer sotto la neve

### Clima
Come Lussemburgo, Mamer, che si trova ad un'altitudine di 310 metri sul livello del mare, ha un clima temperato con estati calde (temperatura media intorno ai 24°, con picchi di 35°) e inverni freddi (media intorno ai 5° con picchi di -15°). Le piogge sono moderate, ma in media piove meno di dieci giorni al mese. I venti spirano prevalentemente da sud-ovest. A differenza di molti centri in Lussemburgo, Mamer non subisce inondazioni ma occasionalmente vi è forte vento, grandine e pioggia gelida. Spesso in inverno si verificano piccole nevicate, che però non provocano disagi visto che il sistema di spazzaneve è ben coordinato.
I periodi di siccità sono brevi e piuttosto rari, e dunque la vegetazione ne patisce di rado le conseguenze.
In giugno il sole sorge alle 5 e tramonta alle 22,30. In dicembre sorge alle 8 e tramonta alle 16,30.

### Biodiversità
Nella zona sono stati avvistati molti uccelli e animali selvatici. Fra questi si segnalano cinghiali, cervi, volpi, lepri e conigli che è possibile avvistare nelle campagne intorno a Mamer. Nella città si trovano invece rondini, passeri, corvi comuni, piccioni, fringuelli e pettirossi. Nei casi più fortunati è possibile avvistare stormi di oche selvatiche in migrazione. Nei boschi intorno alla città si possono sentire, e a volte anche vedere, gufi e picchi. Alcune specie sono state decimate dalla caccia, ma negli ultimi tempi si sono moltiplicate le iniziative per proteggere flora e fauna: un'area della foresta che circonda il comune, fra l'altro, è diventata riserva naturale.

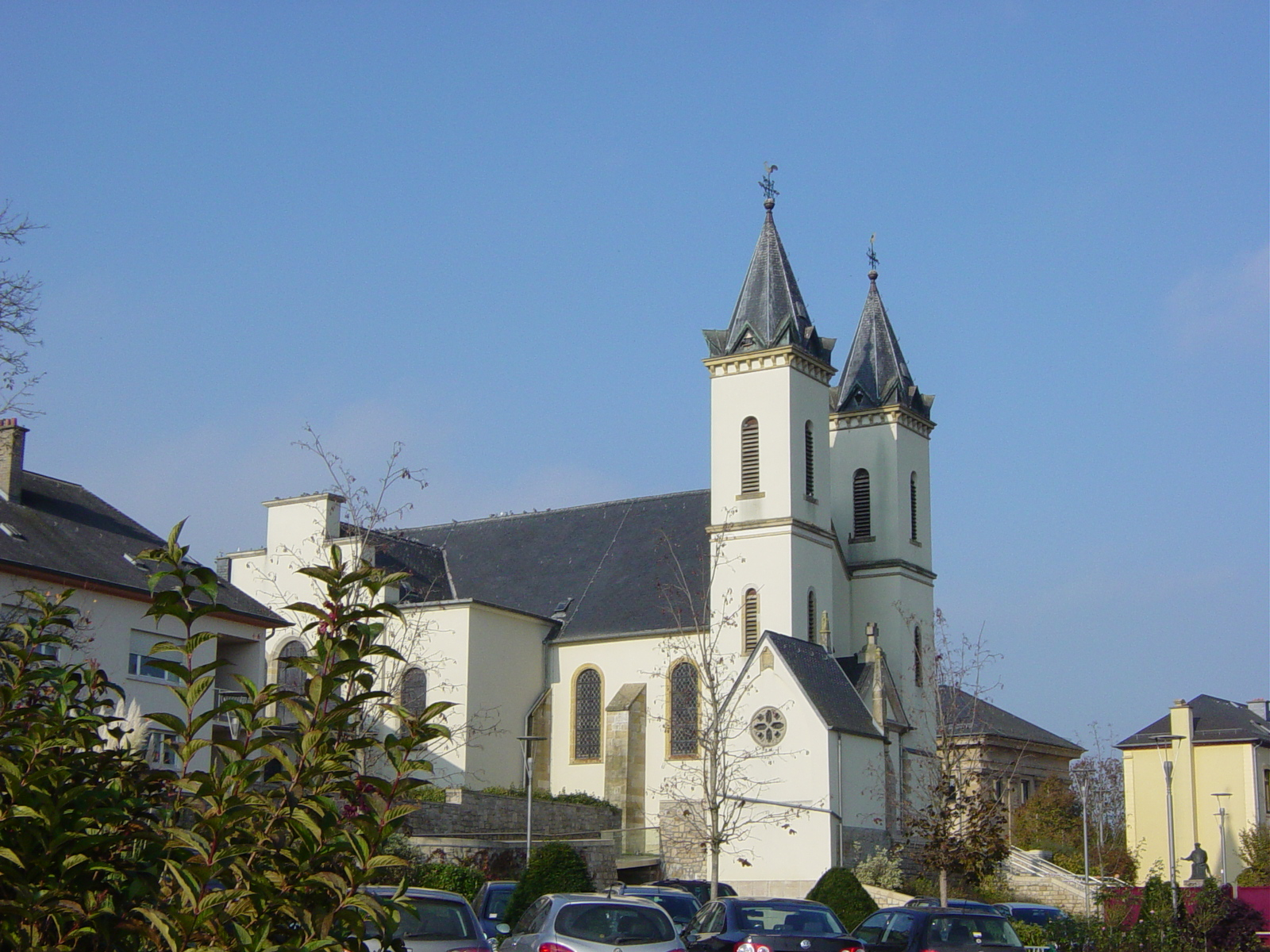
La chiesa di San Giovanni Battista, costruita nel 1723

### Luoghi di interesse
- Terme romane, scoperte sulla riva nord del fiume Mamer nel 1973.
- Castello di Mamer, del 1830, recentemente restaurato ed adibito a municipio.
- Chiesa di San Giovanni Battista (1723), ma con una storia risalente al X secolo
- Valle del Mamer

## Gemellaggi
- Dangé-Saint-Romain, Francia